# Proteina antigelo
Le proteine antigelo (Antifreeze proteins, AFP) o proteine strutturanti il ghiaccio (Ice structuring proteins, ISP) sono una classe di polipeptidi prodotti da alcuni vertebrati, piante, funghi e batteri che permettono la loro sopravvivenza in ambienti sottozero. Queste proteine si legano ai piccoli cristalli di ghiaccio e ne impediscono la crescita e ricristallizzazione, che altrimenti sarebbe fatale. Vi è inoltre una crescente evidenza che le AFP interagiscono con le membrane cellulari delle cellule di mammifero per proteggerli dai danni da freddo.

## Proprietà non colligative
A differenza del glicole etilenico, antigelo ampiamente utilizzato, le proteine antigelo non abbassano il punto di congelamento in proporzione alla concentrazione. Piuttosto, esse lavorano in maniera non colligativa. Questo permette ad esse di agire come un antigelo a concentrazioni da 1/300 a 1/500 rispetto a quelle di altri soluti disciolti, con conseguente riduzione al minimo del loro effetto sulla pressione osmotica. Queste capacità insolite sono attribuite alla loro capacità di legame con specifiche superfici dei cristalli di ghiaccio.

## Isteresi termica
Le proteine antigelo creano una differenza tra il punto di fusione del ghiaccio e il punto di congelamento dell'acqua, nota come isteresi termica. L'aggiunta di proteine AFP all'interfaccia tra  ghiaccio e acqua liquida inibisce la crescita, termodinamicamente favorita, di cristalli di ghiaccio. La crescita dei cristalli è cineticamente inibita dalle AFP che coprono le superfici dei cristalli di ghiaccio accessibili all'acqua.

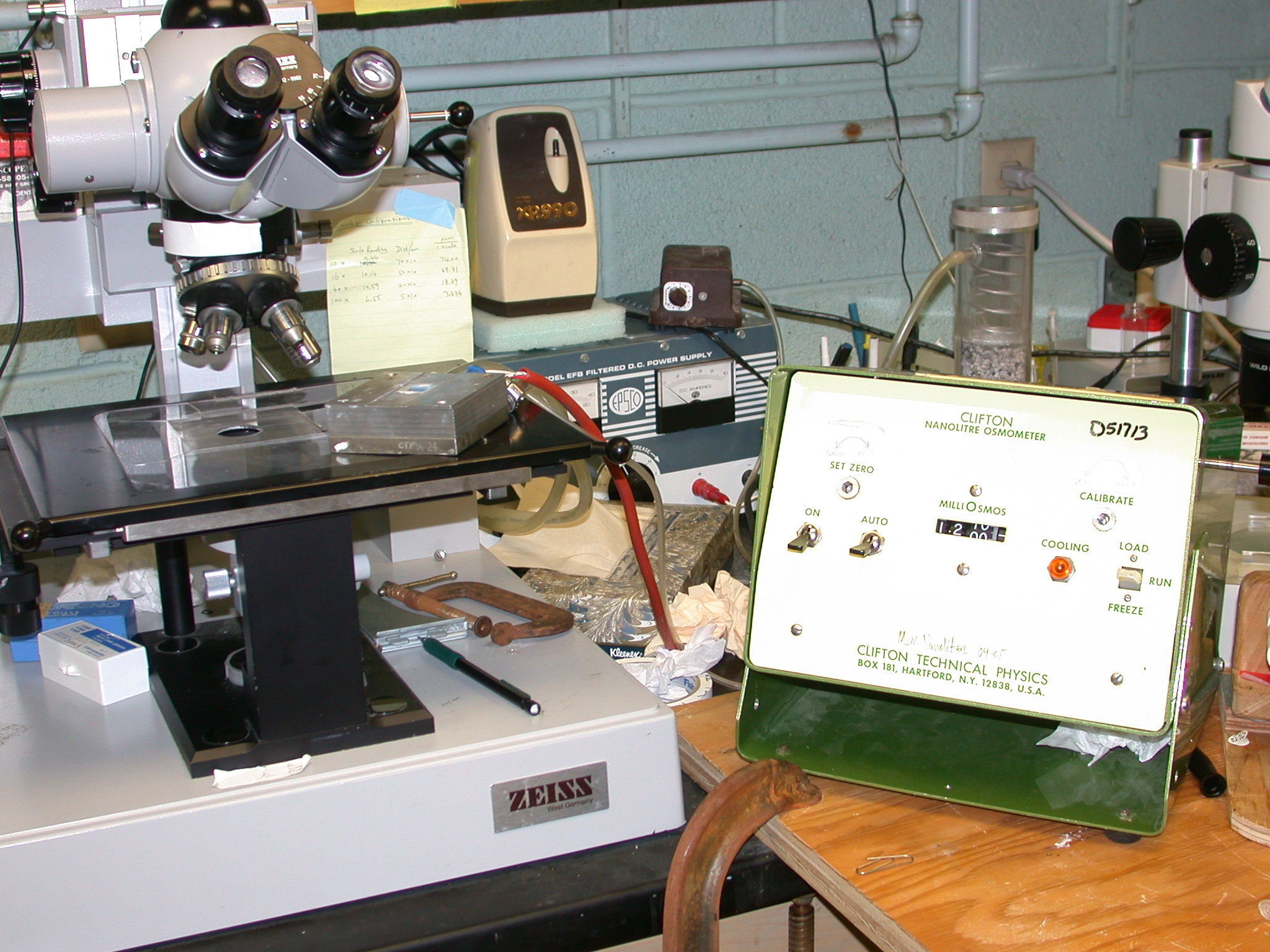
Osmometro nanolitrico

L'isteresi termica è facilmente misurabile in laboratorio con un osmometro nanolitrico. Organismi diversi hanno diversi valori di isteresi termica. Il livello massimo di isteresi termica, riportati da proteine antigelo dei pesci è di circa -1,5 °C (2,7 °F). Tuttavia, proteine antigelo degli insetti sono 10-30 volte più attive di qualsiasi proteina antigelo del pesce conosciuta. Ciò probabilmente perché gli insetti vanno incontro a temperature più basse a terra rispetto ai -1 °C, -2 °C delle acque gelide. Durante i mesi invernali estremi, insetti del genere Choristoneura possono affrontare temperature prossime a -30 °C e resistere al congelamento, anche se in Alaska il coleottero Upis ceramboides può sopravvivere a una temperatura di -60 °C utilizzando una molecola antigelo non proteica (Xylomannano).
Il tasso di raffreddamento può influenzare il valore di isteresi termica. Un raffreddamento rapido può sostanzialmente ridurre il punto di congelamento di non equilibrio, e quindi il valore di isteresi termica. Ciò significa che gli organismi possono non essere in grado di adattarsi al loro ambiente se la temperatura scende bruscamente.
Specie contenenti AFP possono essere classificati come:

## Specie tolleranti il congelamentocontrospecie evitanti il congelamento
- Evitanti il congelamento: queste specie sono in grado di impedire che i loro fluidi corporei congelino del tutto. In generale, la funzione delle AFP può essere superata a temperature estremamente fredde, portando ad una rapida formazione di ghiaccio e alla morte.

- Tolleranti il congelamento: queste specie sono in grado di sopravvivere al congelamento dei fluidi corporei. Alcune specie si pensa utilizzino le AFP come crioprotettori per evitare i danni da congelamento, ma non per evitare di congelare completamente. Il meccanismo esatto è ancora sconosciuto. Tuttavia, si pensa che le AFP possano inibire la ricristallizzazione e stabilizzare le membrane cellulari per evitare i danni provocati dai cristalli di ghiaccio.[6] Esse possono funzionare in combinazione con proteine in grado di promuovere la nucleazione del ghiaccio (Protein Ice Nucleators, PINs) in modo tale da controllare la velocità di congelamento e la formazione e propagazione dei cristalli di ghiaccio.[6]